# Gustav Erik Larsson
Gustav Erik Larsson (Gemla, Comtat de Kronoberg, 20 de setembre de 1980) és un ciclista suec, ja retirat, professional del 2001 al 2016. Abans de passar al professionalisme i al ciclisme en ruta practicà el mountain bike, sent quatre vegades campió del seu país d'aquesta modalitat.
Ja com a professional, el seu èxit esportiu més important fou la medalla de plata aconseguida als Jocs Olímpics del 2008 de Pequín en la contrarellotge individual i una etapa al Giro d'Itàlia de 2010. A banda d'aquests èxits cal destacar diversos campionats de Suècia de contrarellotge.
El març de 2015 va fer un intent de rècord de l'hora al velòdrom de Manchester. No ho va aconseguir, però la distància de 50,016 quilòmetres va ser un nou rècord de l'hora suec.

## Palmarès
- 2001
  -  Campió de Suècia de contrarellotge per equips
  - Vencedor d'una etapa de la Volta a Brandenburg
  - Vencedor d'una etapa del Gran Premi Guillem Tell
- 2002
  -  Campió de Suècia de contrarellotge per equips
  - 1r de la Volta a Eslovàquia i vencedor d'una etapa
  - 1r a Solleröloppet
  - Vencedor d'una etapa del Gran Premi Ringerike
  - Vencedor d'una etapa de la Volta a Brandenburg
  - Vencedor d'una etapa del Gran Premi Guillem Tell
- 2006
  -  Campió de Suècia de contrarellotge
- 2007
  -  Campió de Suècia de contrarellotge
- 2008
  -  Contrarellotge individual als Jocs Olímpics
  - Vencedor d'una etapa de la Volta a Dinamarca
- 2009
  - 1r al Tour de Poitou-Charentes i vencedor d'una etapa
  -  Medalla de plata al Campionat del Món de contrarellotge
- 2010
  -  Campió de Suècia de contrarellotge
  - 1r al Tour del Llemosí i vencedor d'una etapa
  - Vencedor d'una etapa del Giro d'Itàlia
  - Vencedor d'una etapa de la Volta a la Comunitat de Madrid
- 2011
  -  Campió de Suècia de contrarellotge
- 2012
  -  Campió de Suècia de contrarellotge
  - Vencedor d'una etapa de la París-Niça
- 2013
  -  Campió de Suècia de contrarellotge
- 2015
  -  Campió de Suècia de contrarellotge

### Resultats al Tour de França
- 2006. 104è de la classificació general
- 2009. 50è de la classificació general
- 2012. Abandona (11a etapa)

### Resultats al Giro d'Itàlia
- 2006. 66è de la classificació general
- 2008. 14è de la classificació general
- 2010. 59è de la classificació general. Vencedor d'una etapa
- 2012. 35è de la classificació general

### Resultats a la Volta a Espanya
- 2010. 20è de la classificació general